# Lilith
 Der er for få eller ingen kildehenvisninger i denne artikel, hvilket er et problem. Du kan hjælpe ved at angive troværdige kilder til de påstande, som fremføres i artiklen.

Lilith eller Lilit (/ˈlilˌit/, hebraisk: לִילִית Lîlîṯ, sandsynligvis fra akkadisk Līlīṯu, en hundæmon) er en omstridt mytologisk skikkelse, som i middelalderlig jødisk legendelitteratur opfattes som Adams allerførste halvdel, kone eller elskerinde.
I de fleste af de seneste danske oversættelser af Bibelen, hvor Liliths navn er gengivet fremfor at være oversat til et udtryk som "natteheks" eller "skrigugle," er navnet stavet som Lilit uden h, men formen Lilith er stadig mere almindelig i almindelig dansk litteratur og i akademiske publikationer.[kilde mangler]

## I Bibelen
I Bibelen forekommer ordet én gang i en liste på otte dyr.
| Citat         | Ørkendyr mødes med hyæner, bukketrolden træffer sine slægtninge; dér slår Lilit sig til ro og finder sig en hvileplads. | Citat |
| Esajas 34, 14 | |       |

I ældre danske bibeloversættelser blev ordet fortolkende oversat som "natteheksen", men i den seneste autoriserede oversættelse fra 1992 er ordet opfattet som et navn og gengivet som sådan.
Traditionelt er ordet folketymologisk blevet opfattet som beslægtet med hebraisk: לַיְלָה lajlāh, der betyder "nat", men en mere sandsynlig etymologi er, at ordet er et låneord fra akkadisk, hvor lilatu og lilu er hhv. kvindelige og mandlige storm-dæmoner; disse ord stammer igen fra det sumeriske ord lil, der betyder "storm".

## I senere jødiske myter
Ifølge en af de hebræiske legender og skabelsesmyter blev Adam skabt af fin jord, mens Lilith blev skabt af dynd og slam. Den fine jord har ikke nogen stor nærings- og dyrkningsværdi, hvorimod dynd og slam er meget mere frugtbart.
Det siges, at Adam blev misundelig på dyrene, som havde en partner, og hævnede sig ved at voldtage alle hunnerne (Jahve bad Adam finde sig en mage blandt dyrene). Han følte dog ingen tilfredsstillelse ved at gøre dette, så han bad Gud om at skabe en hun til ham også. Det gjorde Gud, Lilith blev, som sagt, skabt af dyndet og slammet, og Adam var glad en kort stund. Det varede dog kun til hans og Liliths første samleje, hvor de ikke kunne blive enige om, hvem af dem der skulle dominere den anden. Dette udløste et enormt skænderi mellem dem, og Lilith stak af.
Ifølge en anden legende blev Adam og Lilith skabt som ét væsen, de sad sammen i ryggen. De skændtes altid, og blev skilt i to, men de kunne stadig ikke holde fred, og sloges om herredømmet. Adam mente, han havde ret til at herske, og Lilith mente det samme.
Lilith udtalte Guds hemmelige navn, fik vinger og fløj væk fra Edens have og slog sig ned ved Det Røde Hav med nogle dæmoner mellem tidsler og torne. Lilith fødte her en mængde dæmonbørn, hvis fader ikke var Adam.
Adam ville gerne have sin kvinde tilbage og klagede sin nød til Elohim, der sendte tre engle, Sanvi, Sansavi og Semangelaf ud for at hente hende tilbage. Lilith ville ikke tilbage til Adam, og som straf lod Gud derfor alle hendes dæmonbørn dø.
I en anden udlægning af samme historie aftalte Lilith med Sanvi, Sansavi og Semangelaf, at hun kunne få lov til at forblive fri for Adam, hvis hun til gengæld dræbte 100 af sine unger om dagen og derefter blev gjort steril.
Jahve skabte nu Eva til Adam, og Eva blev stammoder til alle menneskene.
Lilith var barnløs, alle hendes dæmonbørn var blevet dræbt, og derfor blev det sådan, at alle spæde børn var hendes lovlige bytte, hvis ikke de var beskyttet med de tre engles navne. Det var i lang tid en jødisk tradition at skrive Sanvi, Sansanvi og Semangelaf på barnekammerets dør for at beskytte børnene mod Lilith.
Havde barnekammeret ikke de tre engles navne over sig, så havde Lilith fri adgang til børnene, hvor hun omskar pigerne og spiste drengene. Historien om Lilith versus Eva bunder i, at bibelen har to vidt forskellige skabelsesberetninger, den ene med Elohim og den anden med Jahve. Beretningerne er således modstridende – både i kronologi og historie.